# 壮健马先蒿
壮健马先蒿（学名：Pedicularis robusta）为列当科马先蒿属的植物。分布于锡金以及中国大陆的西藏等地，生长于海拔5,300米的地区，目前尚未由人工引种栽培。